# Miroševce
Miroševce (cyr. Мирошевце) – wieś w Serbii, w okręgu jablanickim, w mieście Leskovac. W 2011 roku liczyła 903 mieszkańców.